# Apocalypse no toride
Apocalypse no toride (jap. アポカリプスの砦 Apokaripusu no toride) – manga autorstwa Yū Kuraishi z ilustracjami Kazu Inabe. Akcja skupia się wokół szesnastolatka posądzonego o morderstwo, Yoshiakiego Maedy, i trójce jego więziennych przyjaciół, których złączyła nie tylko wspólna cela w zakładzie karnym dla nieletnich. Z niewiadomych przyczyn do życia powracają umarli, hordy zombie terroryzujące Japonię. Grupka byłych więźniów z celi 4 postanawiają przeżyć za wszelką cenę.

## Manga
Manga Apocalypse no toride rozpoczęła swoją publikację w październiku 2011 roku magazynie Monthly Shōnen Rival wydawnictwa Kōdansha. Pierwszy tom tankōbon został wydany przez to wydawnictwo w marcu 2012 roku.
| Tom | Data wydania (w Japonii) | ISBN                   |
| --- | ------------------------ | ---------------------- |
| 1.  | 2 marca 2012             | ISBN 978-4-06-380207-8 |
| 2.  | 4 czerwca 2012           | ISBN 978-4-06-380219-1 |
| 3.  | 2 listopada 2012         | ISBN 978-4-06-380244-3 |
| 4.  | 4 kwietnia 2013          | ISBN 978-4-06-380263-4 |
| 5.  | 2 sierpnia 2013          | ISBN 978-4-06-380279-5 |
| 6.  | 27 grudnia 2013          | ISBN 978-4-06-380293-1 |
| 7.  | 9 lipca 2014             | ISBN 978-4-06-381315-9 |
| 8.  | 9 stycznia 2015          | ISBN 978-4-06-395278-0 |
| 9.  | 9 kwietnia 2015          | ISBN 978-4-06-395377-0 |
| 10. | 9 października 2015      | ISBN 978-4-06-395524-8 |